# Atoposmia hebitis
Atoposmia hebitis là một loài Hymenoptera trong họ Megachilidae. Loài này được Michener mô tả khoa học năm 1954.